# Litophyton graeffei
Litophyton graeffei är en korallart som först beskrevs av Kükenthal 1896.  Litophyton graeffei ingår i släktet Litophyton och familjen Nephtheidae. Inga underarter finns listade i Catalogue of Life.